# Gator och torg på Kungsholmen

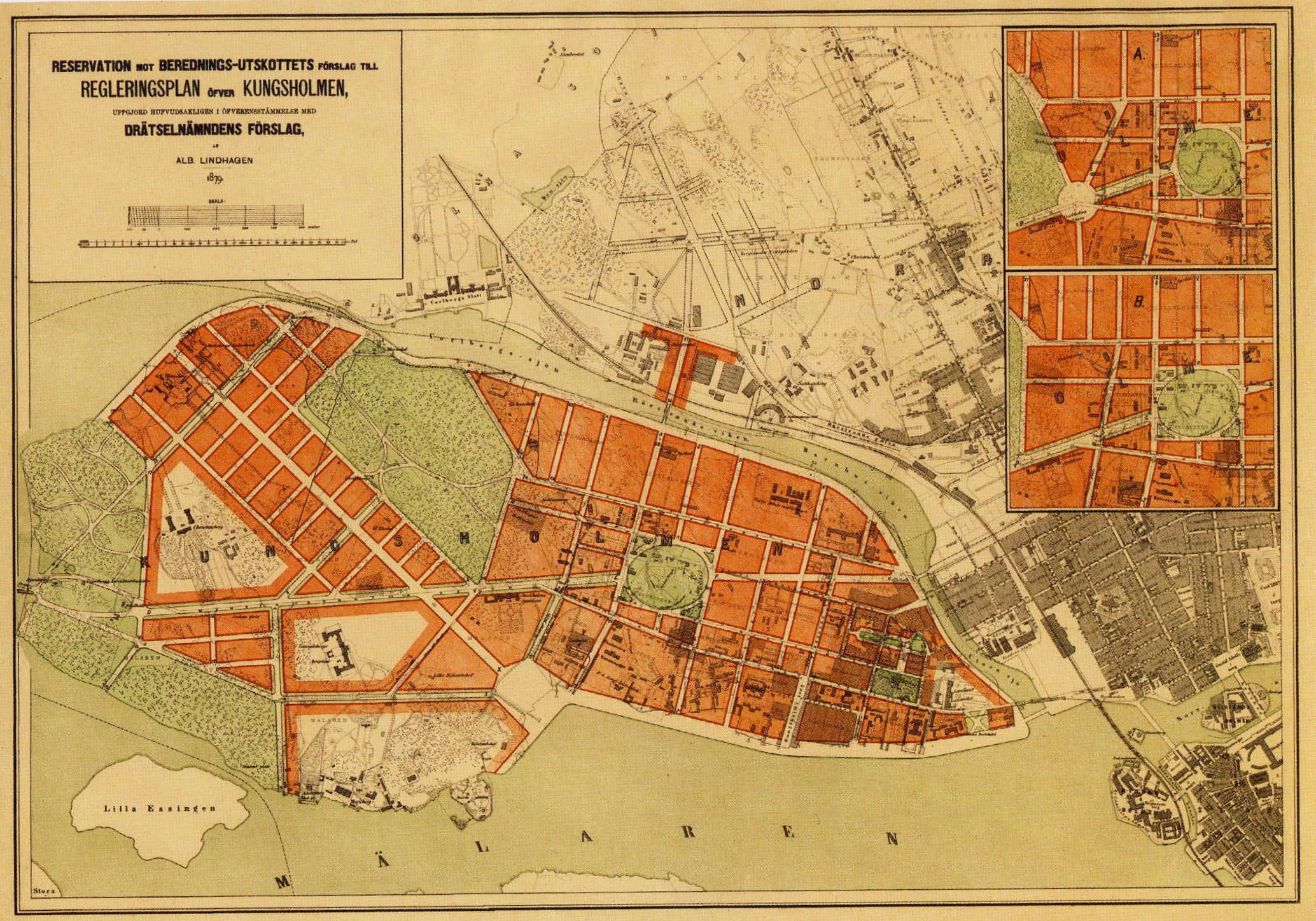
Lindhagens plan för Kungsholmen 1879

Det första gatunätet på Kungsholmen i Stockholm planerades av  Clas Larsson Fleming på 1650-talet, då avsågs bara Kungsholmens östra del och gatunätets huvudriktning var orienterad mot Stockholms slott.
Hantverkargatan, Garvargatan, Bergsgatan och (Stora) Kungsholmsgatan fick tidigt sina namn som fortfarande gäller, Hantverkargatan redan 1644. Hantverkargatan bildade huvudaxeln och hade via Stadshusbrons föregångare, som var en cirka 500 meter lång flottbro, direktkontakt med Norrmalm. På Gustav III:s initiativ byggdes 1787 den första broförbindelsen, Tranebergsbron, till det vi idag kallar Västerort, för att ge en kortare resväg till Drottningholms slott. Samtidigt anlades första färdvägen i öst-västlig riktning över Kungsholmsön med Drottningholmsvägen som anslöts till Hantverkargatan.
Nästa stora planering av ett nytt gatunät genomfördes efter Albert Lindhagens planer på 1870-talet och avsåg Kungsholmens mellersta och nordvästra delar. Lindhagen anlade två nya huvudaxlar; en öst-västlig från Kungsbron vid Klara sjö rakt genom alla befintliga kvarter till Kronobergsparken och därifrån på jungfrulig mark till Tranebergsbron. Bara den senare sträckningen förverkligades och bildar idag Drottningholmsvägen. Den andra huvudaxeln var tänkt att förbinda nuvarande trakten kring Rålambshovsparken vid Riddarfjärden med Ulvsundasjön i norr via en spikrak 1,8 kilometer lång allé. Delen mellan korsningen med Drottningholmsvägen (dagens Lindhagensplan) kom till utförande och fick 1888 namnet Lindhagensgatan. Först år 2006 började man fullfölja Lindhagens ursprungliga intentioner och planterade 274 lindar.
Både Flemings och Lindhagens gaturegleringar från 1600- och 1800-talen präglar fortfarande Kungsholmens gatunät. Den enda större förändringen kom med Essingeleden (E4/E20) på 1960-talet som sträcker sig över Kungsholmens västra del från Fredhällstunneln i söder till Karlbergskanalen i norr. 

## Gator

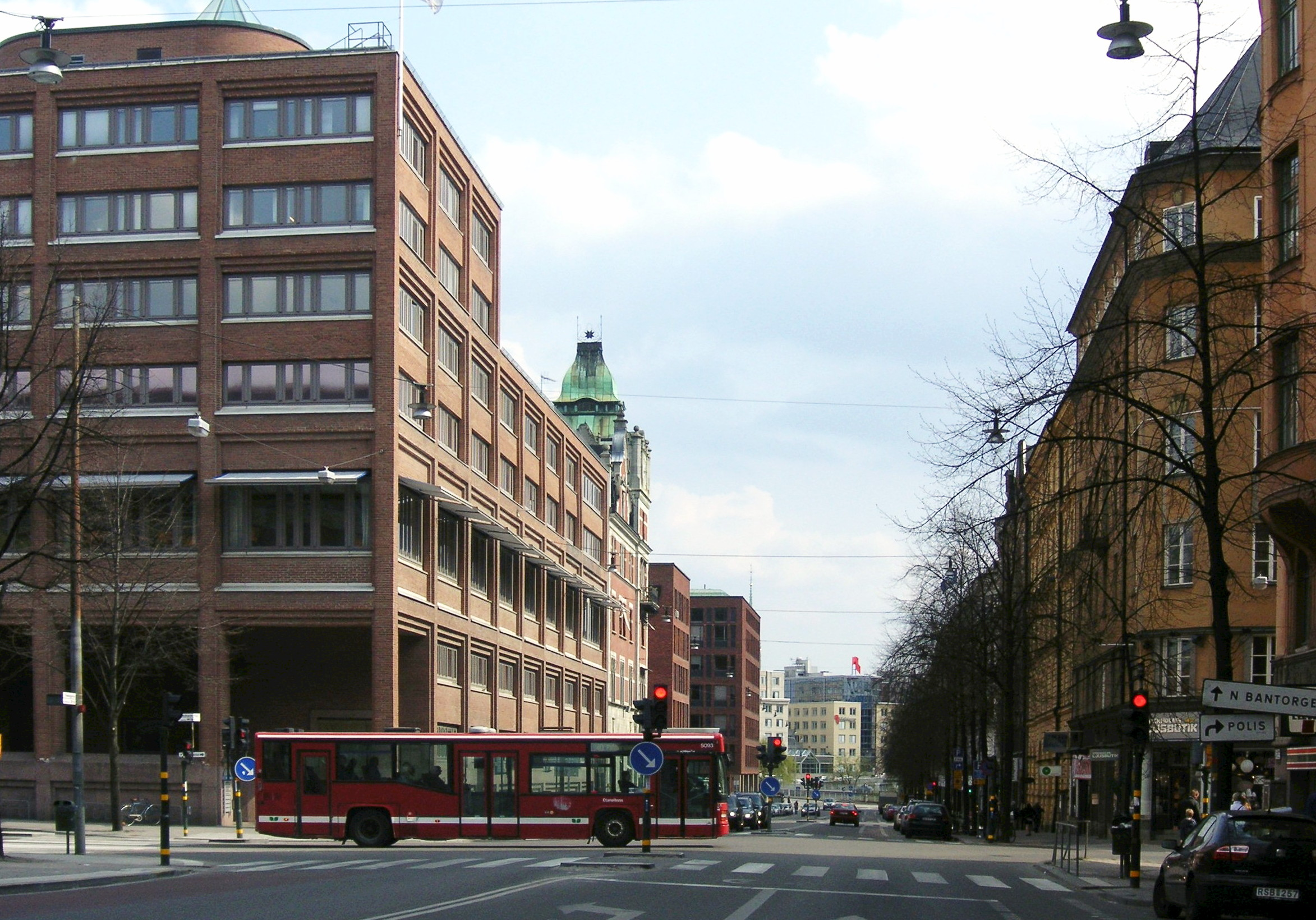
Fleminggatan österut

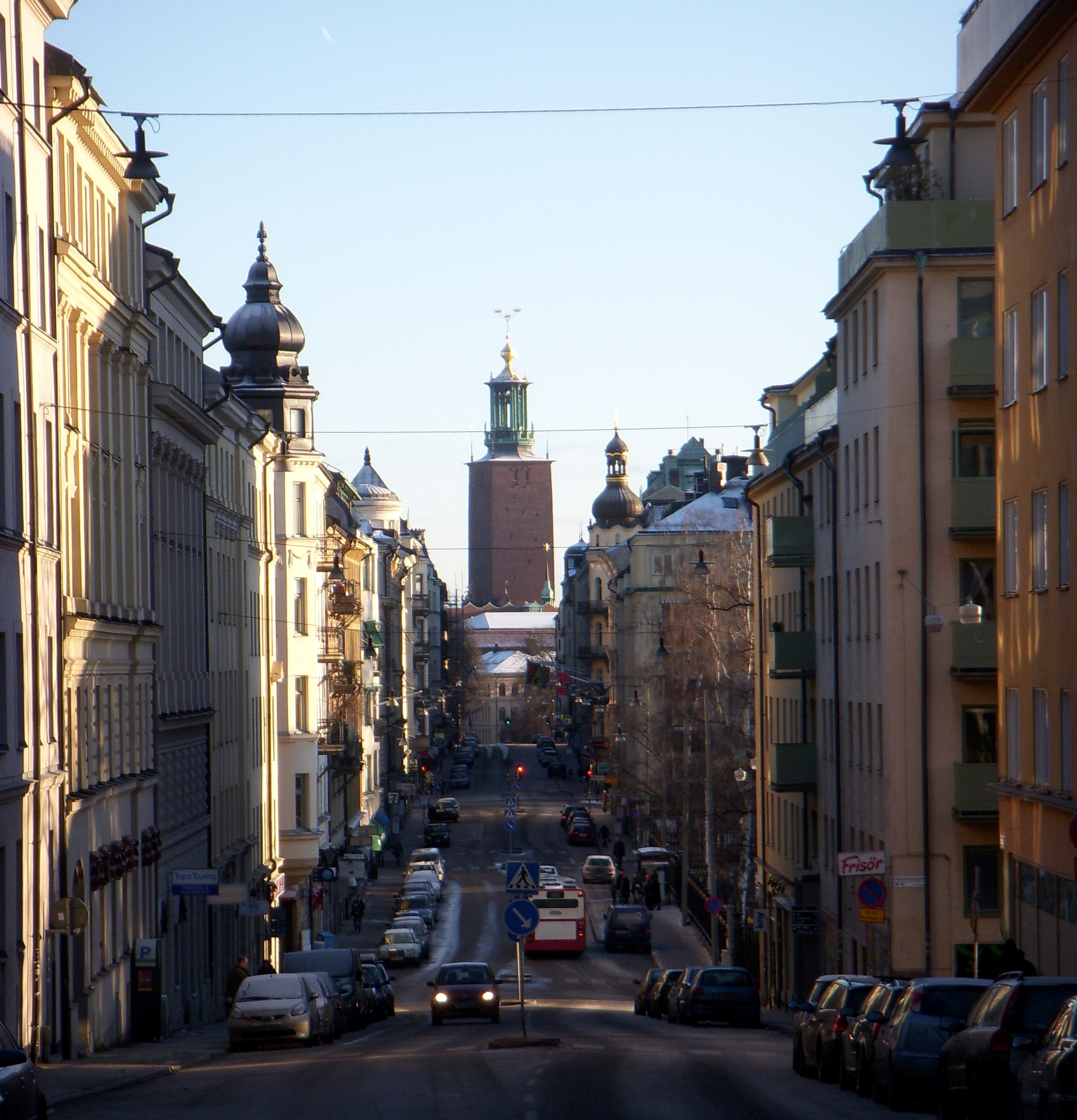
Hantverkargatan österut

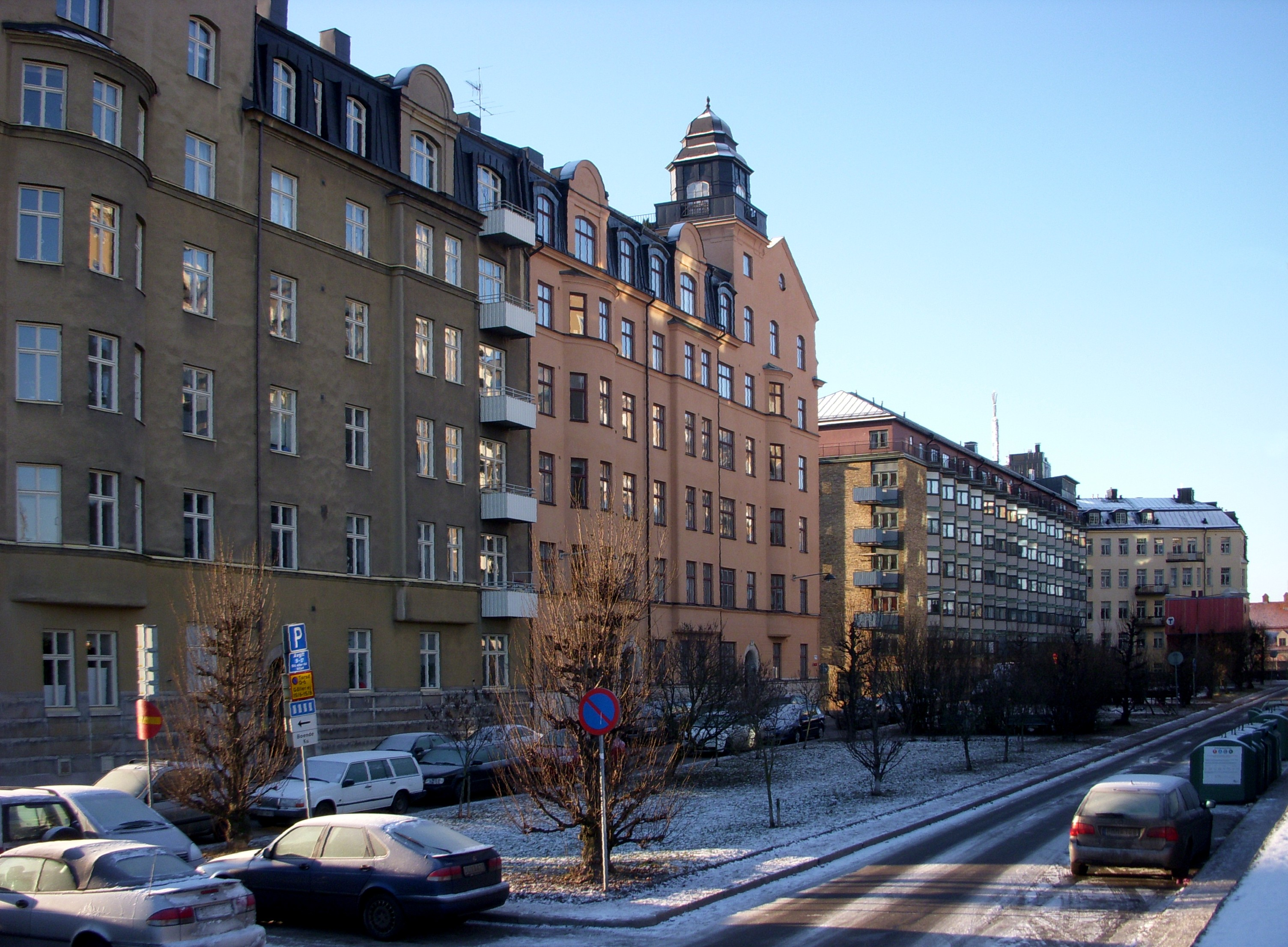
Kungsklippan västerut

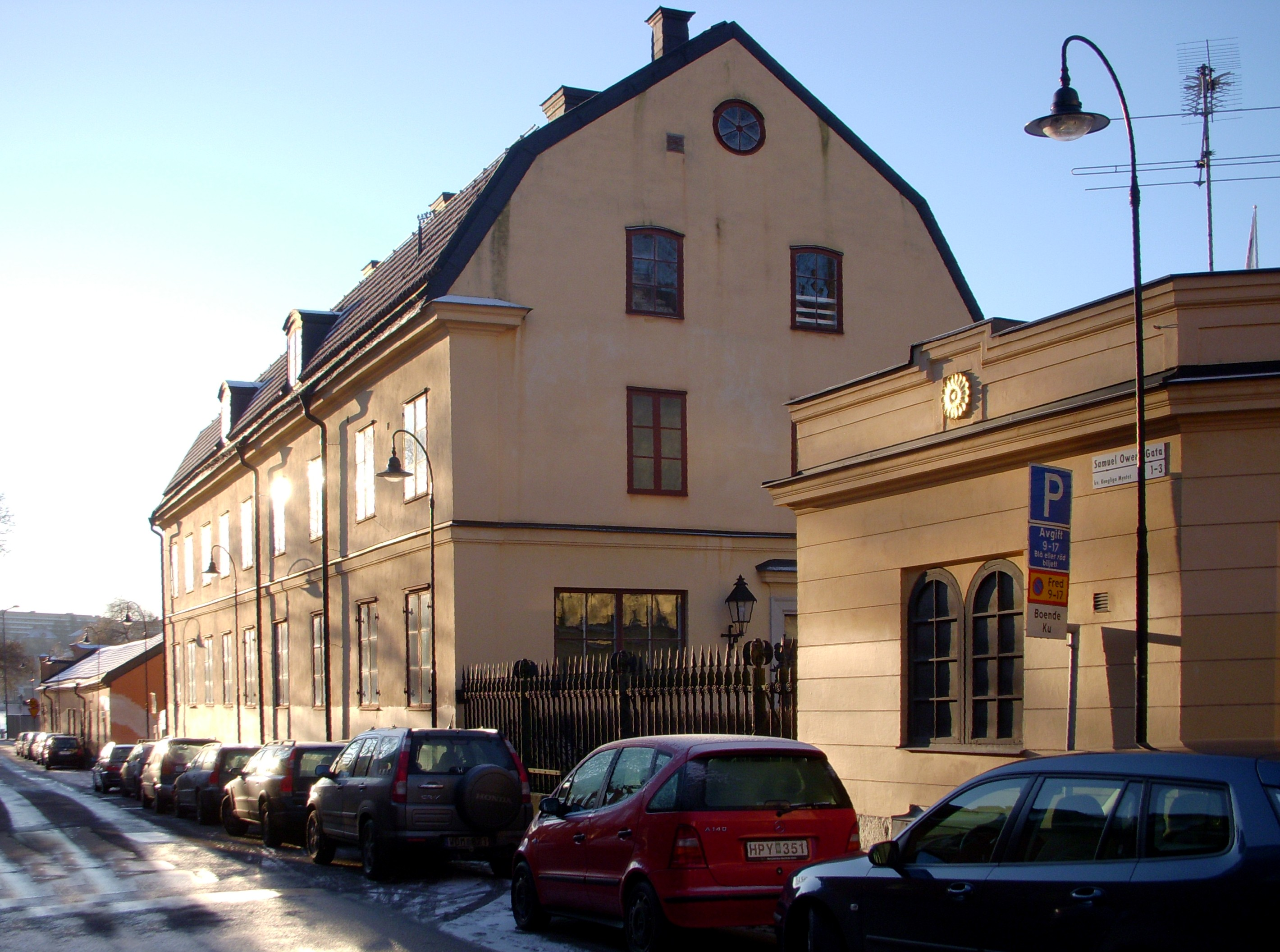
Samuel Owens gata söderut

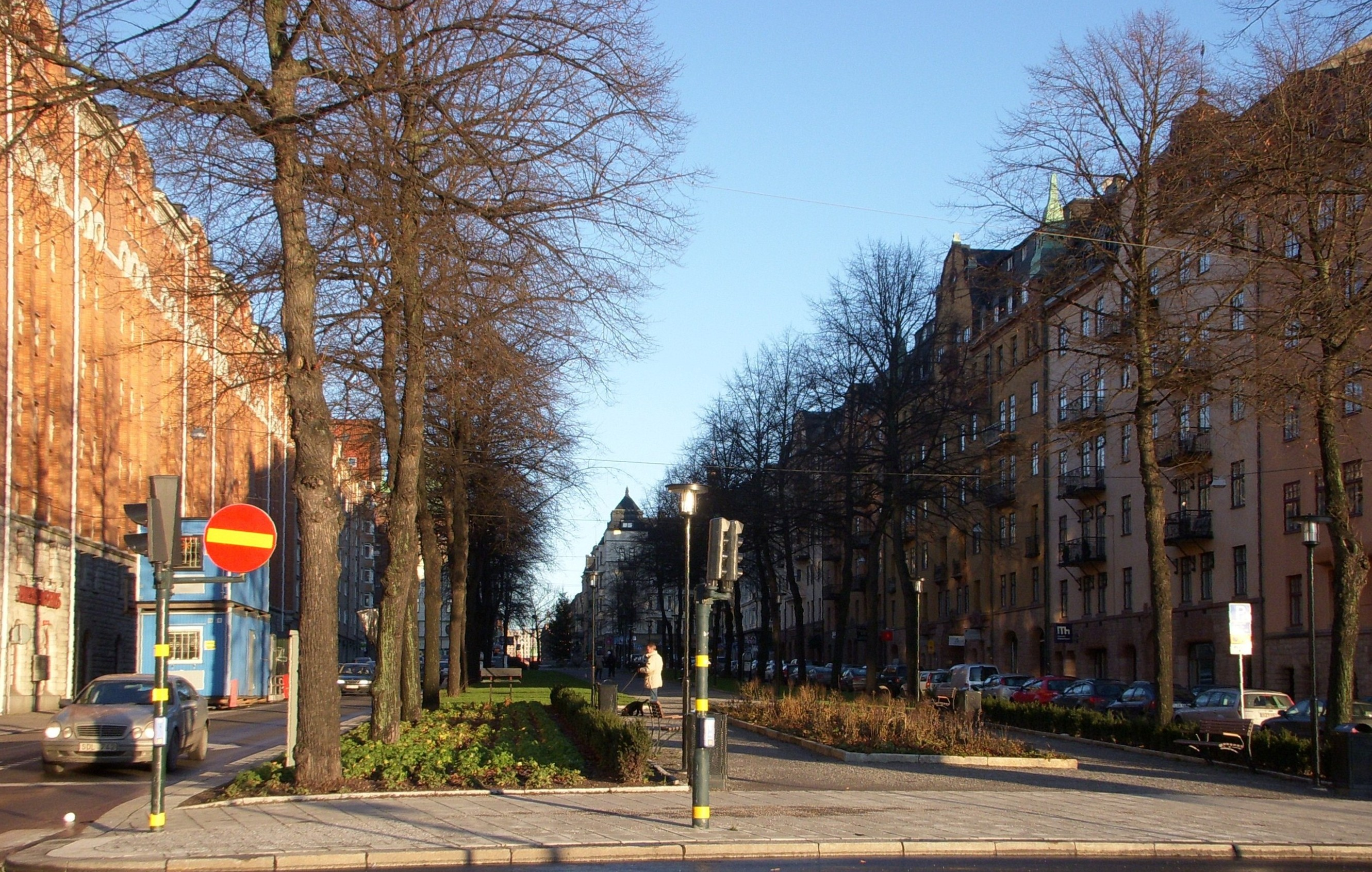
Kungsholmstorg mot norr

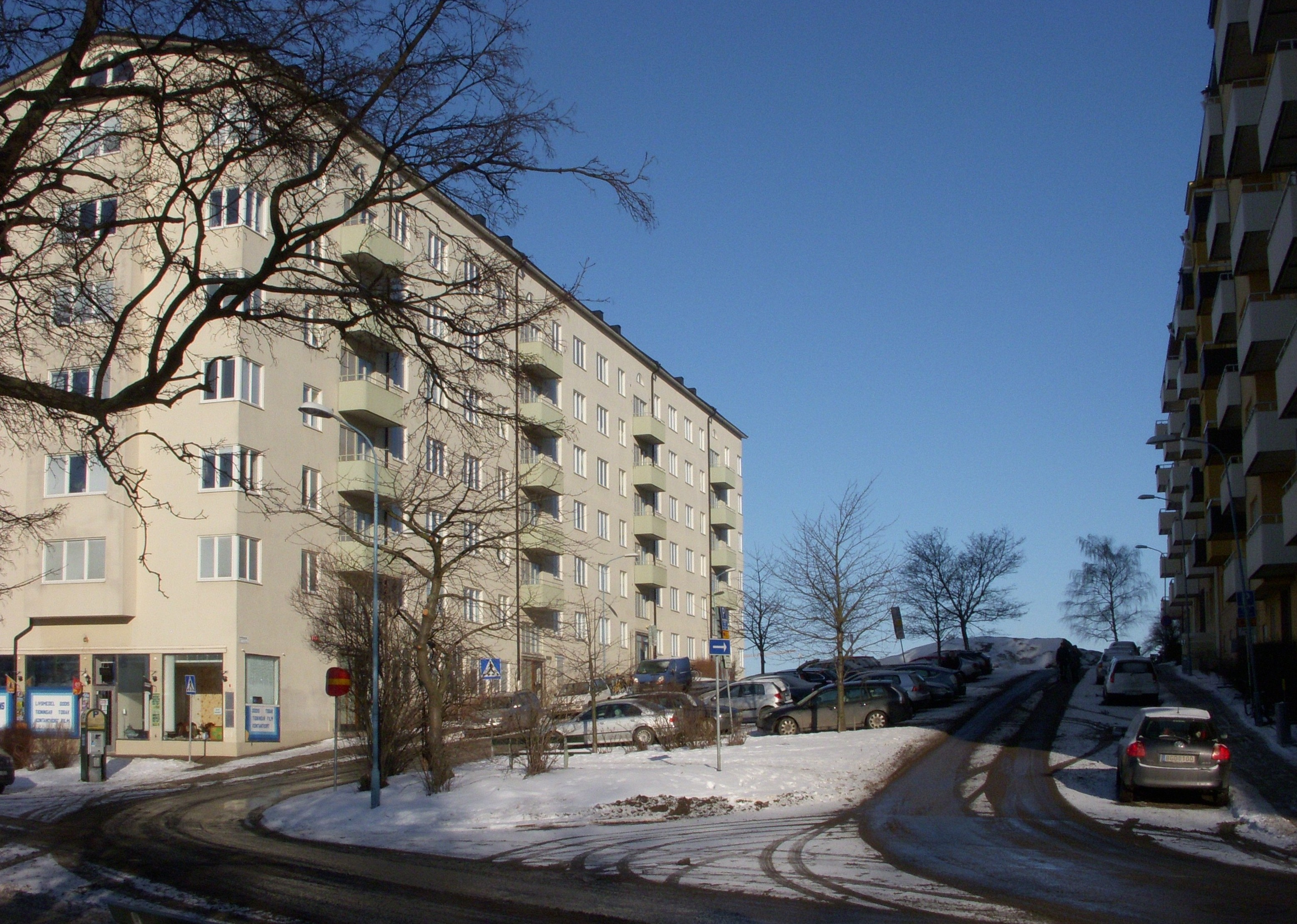
Stadshagsplan

### Huvudgator i öst-västlig riktning
Från söder till norr:
- Norr Mälarstrand från 1923. Går utmed kajen från Stadshuset till Rålambshovsparken och via Rålambshovsleden till Lindhagensplan.
- Rålambshovsleden från 1938. Går från Norr Mälarstrand till Lindhagensplan.
- Rålambsvägen från 1930-talet. Går från Västerbroplan genom Marieberg och Fredhäll.
- Hantverkargatan omnämns 1644. Går från Stadshusbron till Fridhemsplan.
- Drottningholmsvägen från slutet av 1700-tale. Går från Fridhemsplan via Lindhagensplan till Tranebergsbron.
- Bergsgatan från 1697. Går från Kungsholms kyrka till Kronobergsparken.
- Kungsholmsgatan från slutet av 1600-talet. Går från Klarabergsgatan till Kronobergsparken.
- Fleminggatan från slutet av 1600-talet. Går från Kungsbron till Mariebergsgatan.
- Sankt Göransgatan från 1930-talet (östra delen förut en del av Kungsholmsgatan) Går från Kronobergsparken till Stadshagen och Hornsberg.
- Lindhagensgatan från sent 1800-tal. Går från Lindhagensplan till Hornsbergs strand.
- Kungsholms strand fick sitt namn 1885. Går från S:t Eriksområdet till Hornsberg

### Huvudgator i nord-sydlig riktning
Från öster till väster:
- Pipersgatan från 1885. Går från Hantverkargatan till Barnhusviken.
- Scheelegatan-Kungsholmstorg från tidigt 1700-tal. Går från Barnhusbron till Norr Mälarstrand.
- Polhemsgatan från 1885. Går från Norr Mälarstrand till S:t Eriksområdet.
- Sankt Eriksgatan från tidigt 1900-tal. Går från Sankt Eriksbron till Norr Mälarstrand.
- Västerbroleden-Gjörwellsgatan från 1930-talet. Går från Drottningholmsvägen och Lindhagensplan till Västerbroplan och Rålambsvägen.

### Övriga gator
I alfabetisk ordning:
- Södra och Norra Agnegatan. Går från Garvargatan norrut till Fleminggatan.
- Alströmergatan. Går från S:t Eriksgatan västerut.
- Arbetargatan. Går från Stockholms sjukhem mot norr till Alströmergatan.
- Fridhemsgatan från 1885. Går från Norr Mälarstrand till Kungsholmsstrand.
- Garvargatan från mitten av 1600-talet. Går parallellt med Hantverkargatan ett kvarter söder om Hantverkargatan och korsar Kungsholmstorg.
- Garvar Lundins gränd från 1926. Kort gränd öster om Kungsholmstorg ner mot Norr Mälarstrand.
- Grubbensringen. Cirkulär gata inom S:t Eriksområdet (se även Grubbens gata)
- Igeldammsgatan. Utgör gräns mellan stadsdelarna Kungsholmen och Stadshagen.
- Inedalsgatan. Går från Kungsholms strand till Parkgatan.
- Jakob Westinsgatan. Kort gränd öster om Kungsholmstorg ner mot Norr Mälarstrand.
- John Ericssonsgatan. Går från Norr Mälarstrand norrut till Hantverkargatan, känd för sitt kollektivhus.
- Kjellgrensgatan, Kristineberg
- Kronobergsgatan från 1885. Går från Kungsholms strand söderut förbi Kronobergsparken fram till Hantverkargatan.
- Mariebergsgatan från 1885. Genomfartsled mellan Fleminggatans slut och Drottningholmsvägen vid Västerbropåfarten, utgör gräns mot Stadshagen.
- Nordenflychtsvägen från 1930. Går från Hornsbergs strand söderut till Drottningholmsvägen.
- Kungsklippan från 1885. Går som en återvändsgata från Pipersgatan mot väst.
- Parkgatan från 1904. Går längs Kronobergsparkens norra gräns, från Polhemsgatan till Kronobergsgatan.
- Parmmätargatan. Går från Kungsholms hamnplan norrut till Kungsklippan.
- Pilgatan från 1885. Går från Norr Mälarstrand norrut till Bergsgatan.
- Pontonjärgatan fån 1913. Går från Pilgatan västerut till Fridhemsgatan.
- Samuel Owens gata från 1961. Går från Hantverkargatan till Norr Mälarstrand.
- Skillinggränd från 1927. Kort gränd öster om Kungsholmstorg ner mot Norr Mälarstrand.
- Sysslomansgatan. Går från Fridhemsgatan i en båge sydväst till Norr Mälarstrand.
- Wargentinsgatan från 1925. Går från Fleminggatan till Kungsholmsgatan.
- Warfvinges väg från 1925. Ligger på västra Kungsholmen.

## Torg och trafikplatser
I alfabetisk ordning:
- Bolinders plan är en plats på östra Kungsholmen, där Kungsholmsgatan börjar. Namnet härrör från Bolinders verkstäder som fanns här.
- Flemingtorget är den underjordiska platsen under korsningen S:t Eriksgatan och Fleminggatan.
- Fridhemsplan är ändpunkt för Drottningholmsvägen, korsas av Sankt Eriksgatan.
- John Bergs plan är en liten park i Stadshagen som fick sitt namn 1934 när området stadsplanerades. Platsen fick sitt namn efter läkaren John Berg.
- Kungsbroplan är en öppen plats i på östra Kungsholmen som förbinder Kungsgatan med Kungsbron på Kungsholmssidan.
- Kungsholms hamnplan är en plats eller kort gata vid Norr Mälarstrand mellan Jakob Westinsgatan och Skillinggränd.
- Kungsholmstorg är en långsmal plats som sträcker sig från Norr Mälarstrand till Hantverkargatan.
- Lindhagensplan är en trafikplats som förbinder gatutrafiken på Drottningholmsvägen med trafiken mot Norr Mälarstrand och Lindhagensgatan.
- Ragnar Östbergs plan är ett litet torg vid Stockholms stadshus, namngivet efter arkitekten Ragnar Östberg som ritade Stadshuset.
- Stadshagsplan är en liten park i Stadshagen som fick sitt namn 1934 när området stadsplanerades. Här ligger Kungsholmens högsta punkt med 52 meter över havet. 1885 invigdes här en av Stockholms tidiga vattenreservoarer, som kallades Vattenborgen. Anläggningen revs 1934 men kvartersnamnet Vattenborgen finns kvar.